# Erin Jacksonová
Erin Jacksonová (* 19. září 1992 Ocala, Florida, USA) je americká rychlobruslařka, inline bruslařka a hráčka roller derby.
Od mládí se věnovala inline bruslení, v Jacksonvillu hrála také roller derby. V roce 2017 se začala věnovat rychlobruslení, ve kterém se kvalifikovala na Zimní olympijské hry 2018 (500 m – 24. místo). Ve Světovém poháru debutovala v listopadu 2018. Na Zimních olympijských hrách 2022 vyhrála závod na 500 m a v sezóně 2021/2022 vyhrála celkové hodnocení Světového poháru v závodech na 500 m.